# Tuiuti (São Paulo)
Tuiuti é um município do estado de São Paulo, no Brasil. Sua população em 2024 segundo estimativa do IBGE era de 6.947 habitantes.

## Toponímia
"Tuiuti" é uma palavra de origem guarani a fazer referência à Batalha de Tuiuti, na Guerra do Paraguai.

## História
Seus primeiros habitantes conhecidos de modo mais preciso foram os bandeirantes, que aí chegaram em busca de ouro, pedras preciosas e índios para escravizar, e os agricultores, que buscavam o valor econômico da terra para estabelecer um comércio entre o sertão e o litoral.
Em 1890, em terreno doado por Januário Pinto, foi construída uma capela em homenagem a São Sebastião. Foi elevado a distrito do município de Bragança Paulista pela Lei Estadual 858, de 5 de dezembro de 1902. Na ocasião, teve seu nome mudado de "Pântano" para "Tuiuti", em homenagem à batalha homônima na Guerra do Paraguai.
Em 19 de maio de 1991 foi realizado plebiscito sobre a emancipação do distrito, o que foi aceito pela ampla maioria. Foi elevado a município pela Lei Estadual 7 664, de 30 de dezembro de 1991, com a instalação efetivamente em 1 de janeiro de 1993, assumindo José Mauricio Garcia Bertholdi e Natal Franco Machado como Prefeito e Vice-Prefeito, ambos responsáveis pela campanha de emancipação.

## Geografia
Localiza-se a uma latitude 22º48'59" sul e a uma longitude 46º41'37" oeste, estando a uma altitude de 790 metros.

### Hidrografia
- Rio Jaguari

### Rodovias
Estadual:

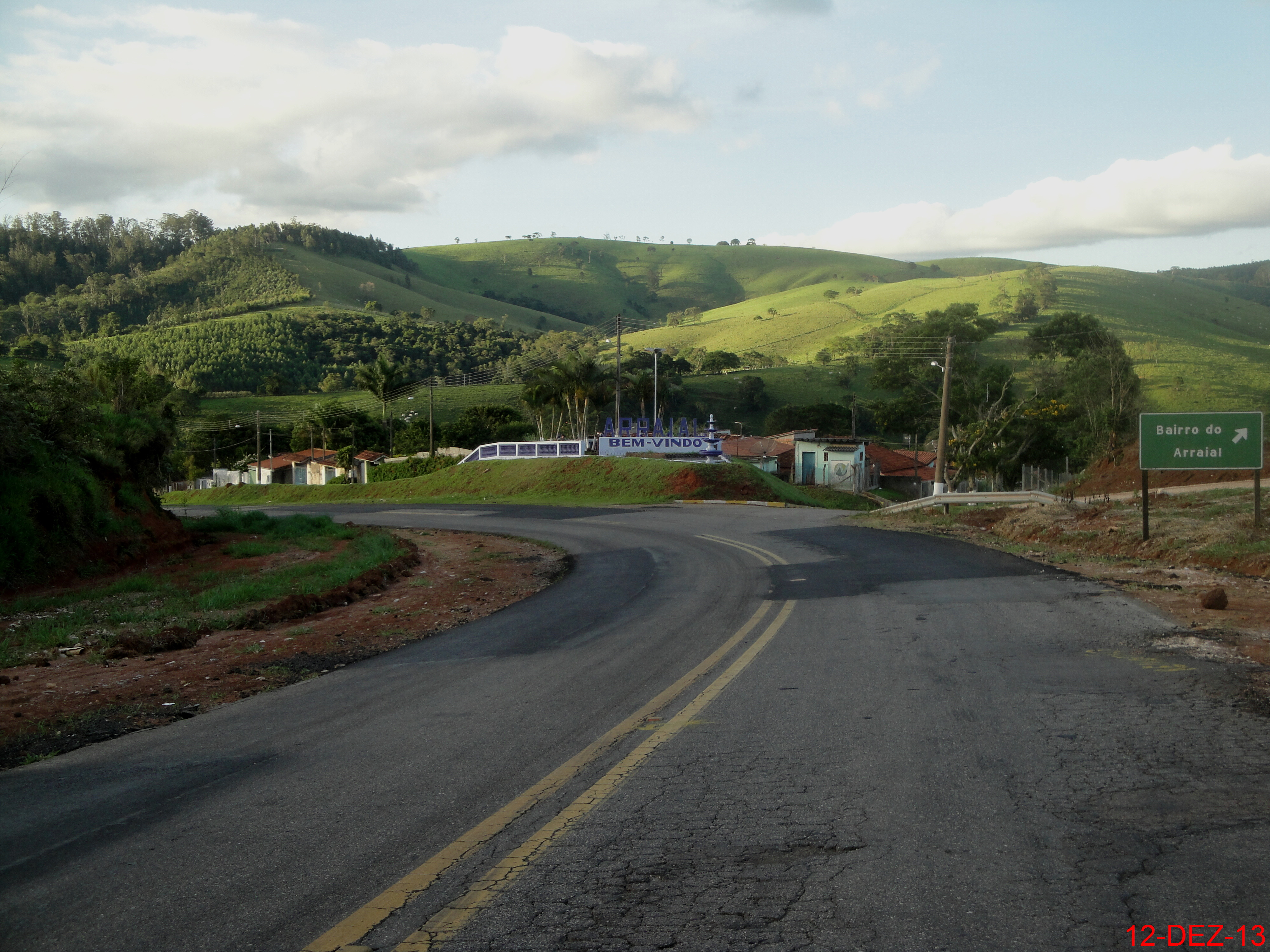
Paisagem local.

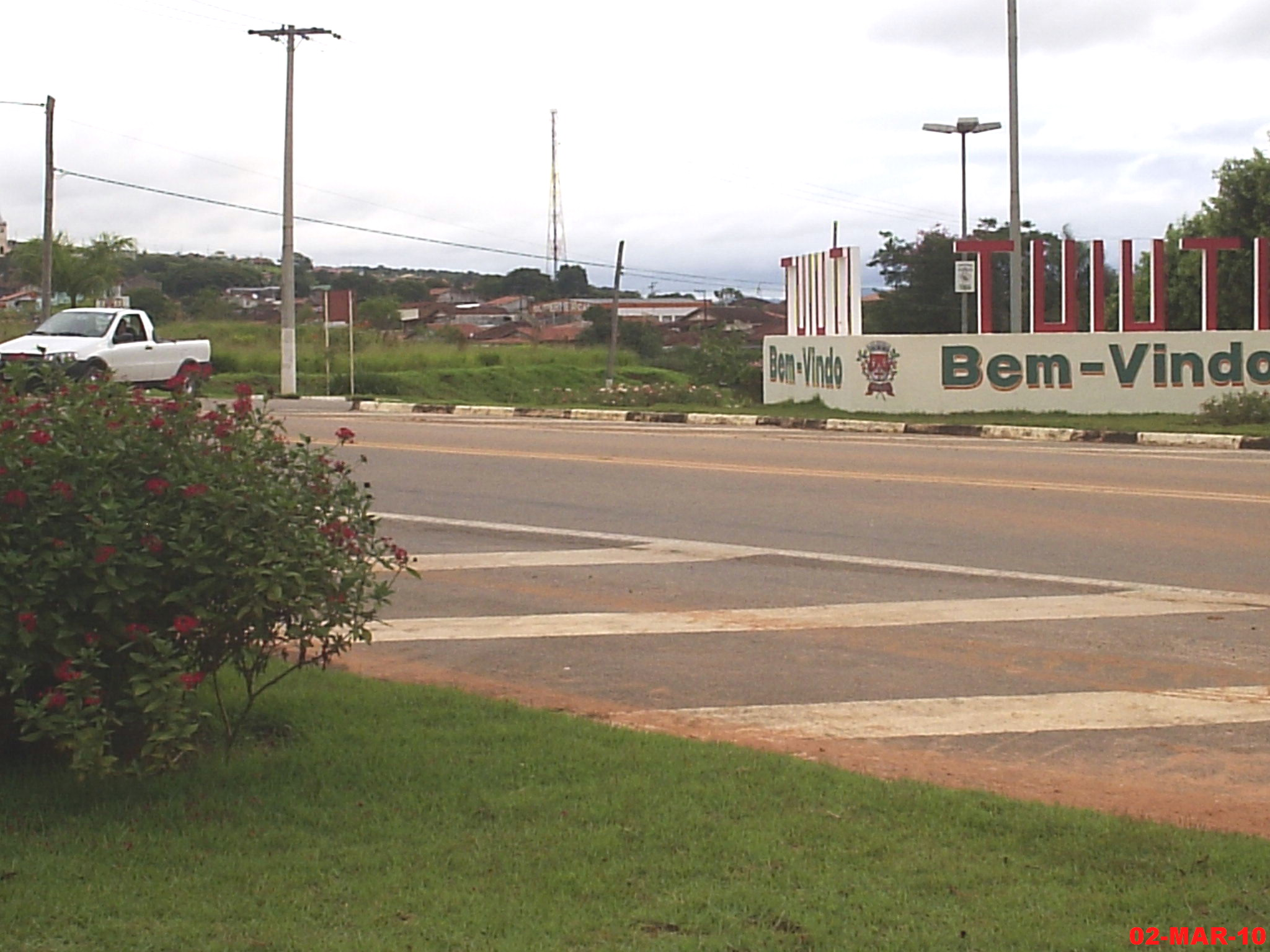
Entrada de Tuiuti.

- SP-95 - (acesso às cidades de Amparo e Bragança Paulista)

Municipais Pavimentadas:
- Estr. Mun. Lucio Roque Flaibam - (acesso à cidade de Morungaba).
- Estr. Mun. Eloy de Camargo Bueno - (liga o Bairro Passa Três à SP-95, no km 12,100, na divisa dos municípios de Tuiuti e Bragança Paulista).

Municipais Não-pavimentadas de maior destaque:
- Estrada Municipal Achilles Guilardi, Bairro do Pântano - Liga Tuiuti à Monte Alegre do Sul;
- Estrada Municipal Natalino de Lima Jardim, Bairro Lima Rico - Liga Tuiuti à Pinhalzinho.

## Demografia

### População
| Crescimento populacional                             | Crescimento populacional | Crescimento populacional | Crescimento populacional |
| Ano                                                  | População Total          |                          | %±                       |
| ---------------------------------------------------- | ------------------------ | ------------------------ | ------------------------ |
| 2000                                                 | 4 956                    |                          | —                        |
| 2010                                                 | 5 930                    |                          | 19,7%                    |
| 2022                                                 | 6 778                    |                          | 14,3%                    |
| Est. 2024                                            | 6 947                    | [ 9 ]                    | 2,5%                     |
| Fontes: Censos Demográficos IBGE e Estimativas SEADE |                          |                          |                          |

## Política e administração
- Prefeito: Anderson Santos Correia (2021-2024)
- Vice-prefeito: Pedro Donizetti de Godoy (2021-2024)
- Presidente da câmara: Paulo Roberto Fagundes (2019-2020)

## Infraestrutura

### Energia
A concessionária de energia elétrica que atende o município é a Energisa Sul-Sudeste, antiga Bragantina (distribuidora do grupo Rede Energia).

### Comunicações
O sistema de telefones automáticos, assim como o sistema de discagem direta à distância (DDD) com o código de área (011), foram implantados na década de 80 pela Telecomunicações de São Paulo (TELESP).

## Cultura e lazer

### Principais eventos
- Festa em Louvor a São Sebastião (JANEIRO)
- Carnaval (FEVEREIRO/MARÇO)
- Encenação da Paixão de Cristo do Grupo Oração e Missão (ABRIL)
- Aniversário de Emancipação (MAIO)
- Festa em Louvor a Santo Antônio (JUNHO)
- Festa Junina do Grupo Oração e Missão (JUNHO/JULHO)
- Festa em Louvor a Nossa Senhora dos Remédios (AGOSTO)
- Festa do Divino Espírito Santo (SETEMBRO)
- Dia das Crianças (OUTUBRO)
- Festas de Fim de Ano (DEZEMBRO)

## Religião
O Cristianismo se faz presente na cidade da seguinte forma:

### Igreja Católica
- A igreja faz parte da Diocese de Bragança Paulista.[18]

### Igrejas Evangélicas
Entre as igrejas protestantes históricas, pentecostais e neopentecostais, encontram-se na cidade:
- Assembleia de Deus Ministério do Belém.[21][22]
- Congregação Cristã no Brasil.[23]